# Scott Kelly
Scott Joseph Kelly (Orange, 21 de fevereiro de 1964) é um astronauta e aviador naval dos Estados Unidos. Veterano de quatro missões espaciais, integrou a "One Year Mission" em 2015/2016, missão espacial de 340 dias contínuos a bordo da Estação Espacial Internacional, a mais longa permanência de um ser humano na estação, como parte de um teste de adaptação do corpo humano a longos períodos no espaço, visando futuras missões ao espaço profundo e a Marte.

## Carreira
Formado em engenharia elétrica, tornou-se aviador em 1989, servindo no Texas e se transferindo em seguida para a Virginia, para treinamento nos F-14 Tomcat. Após conclusão do curso, serviu no Mar Mediterrâneo, Atlântico Norte, Mar Vermelho e Golfo Pérsico a bordo do porta-aviões USS Dwight D. Eisenhower.
Em janeiro de 1993, cursou a Escola de Piloto de Teste Naval dos Estados Unidos e, transferido para base naval em Maryland, pilotou e testou jatos F-14 e F-18, sendo o primeiro piloto a testar o novo sistema de controle de voo digital dos F-14 Tomcat e acumulando um total de três mil horas de voo e 250 aterrissagens em porta-aviões.

### NASA
Kelly foi selecionado pela NASA em 1996 e cumpriu o período de treinamento no Centro Espacial Lyndon B. Johnson, em Houston, onde inicialmente cumpriu funções técnicas em terra. Em 1999 foi pela primeira vez ao espaço como piloto da nave Discovery na missão STS-103 do ônibus espacial, passando 191 horas em órbita. A missão, realizada entre 19 e 27 de dezembro daquele ano, foi realizada para que a tripulação instalasse novos instrumentos e sistemas mais modernos no telescópio espacial Hubble.
Após esta missão, foi designado diretor operacional da NASA na Cidade das Estrelas, na Rússia, e em seguida exerceu as funções de astronauta-substituto da tripulação da Expedição 5 à ISS. Em agosto de 2007, Kelly foi novamente ao espaço como comandante da nave Endeavour na missão STS-118. Em 7 de outubro de 2010 Kelly voltou ao espaço como tripulante da nave Soyuz TMA-01M, para nova permanência de longa duração na Estação Espacial Internacional, como engenheiro de voo das Expedições 25 e comandante da 26, nas quais ele e a tripulação participaram de experiências com o crescimento de cristais na microgravidade, física e biometria. Retornou à Terra em 16 de março de 2011, cumprindo mais seis meses em órbita terrestre.

### "One-Year Crew Mission"
Em 2013, Kelly foi designado pela NASA para uma missão de um ano no espaço, num programa conjunto da agência americana com a Roscosmos russa, nesta que foi a mais longa permanência contínua de um norte-americano em órbita, junto com o cosmonauta russo Mikhail Kornienko. A missão iniciou-se em 27 de março de 2015, com o lançamento da Soyuz TMA-16M do Cosmódromo de Baikonur em direção à ISS,  como integrante das Expedições 43 e 44, além das expedições futuras 45 e 46, com retorno à Terra programado apenas para março de 2016.
Seu irmão gêmeo, Mark Kelly, também é um ex-astronauta. Eles são os únicos irmãos a terem ido ao espaço. Durante a permanência de Scott em órbita, Mark foi submetido em terra aos mesmos testes que o irmão na falta de gravidade, por médicos e cientistas interessados em pesquisar possíveis diferenças entre os gêmeos causadas pela exposição a ambientes gravitacionais diferentes. Durante seu ano em órbita, ao lado de Kornienko ele compartilhou a ISS com 13 astronautas diferentes e realizou mais de 400 experiências científicas, além de cultivar flores e comer a primeira alface plantada, crescida e colhida no espaço.
Após 340 dias em órbita, ele retornou à Terra na Soyuz TMA-18M em 2 de março de 2016, encerrando a One Year Mission, junto com Kornienko e do comandante da nave Sergei Volkov, pousando nas estepes do Casaquistão e completando um total de 520 dias no espaço,  com um total de 18 horas em atividades extra-veiculares passadas fora da estação.
Depois de seu retorno Kelly escreveu um livro de memórias, Endurance, publicado em novembro de 2017 e que antes mesmo da publicação teve os direitos para o cinema adquirido pela Sony Pictures.

## Livros
- Kelly, Scott (2017). Endurance... Um Ano no Espaço. Brasil: Intrínseca. 400 páginas. ISBN 978-8551002636

### Em inglês
- Kelly, Scott (2017). Endurance: A Year in Space, a Lifetime of Discovery. With Margaret Lazarus Dean. New York: Alfred A. Knopf. ISBN 978-1-5247-3159-5
- Kelly, Scott (2017). My Journey to the Stars. With Emily Easton; illustrated by André Ceolin. New York: Crown Books for Young Readers. ISBN 978-1-5247-6377-0
- Kelly, Scott (2018). Endurance, Young Readers Edition: My Year in Space and How I Got There. With Margaret Lazarus Dean; adapted for young readers by Emily Easton. New York: Crown Books for Young Readers. ISBN 978-1-5247-6424-1
- Kelly, Scott (2018). Infinite wonder : an astronaut's photographs from a year in space. New York: Alfred A. Knopf. ISBN 978-1-5247-3184-7